# Nazas (kommun)
Nazas är en kommun i Mexiko.   Den ligger i delstaten Durango, i den centrala delen av landet, 800 km nordväst om huvudstaden Mexico City.
Följande samhällen finns i Nazas:
- Nazas
- Santa Teresa de la Uña
- Mezquitalillo